# Johanna Debreczeni
Johanna Debreczeni (Tampere, Finnország, 1980. április 28. –) magyar származású finn slágerénekesnő. 2004-ben a Seinäjokiban évenként megrendezett Tangomarkkinat alkalmával Tangókirálynővé koronázták. Apja, Gabriel Debreczeni magyar származású zenész.
Johanna Tamperében született, 1997-1998-ban a Grease című musicalben szerepelt. 1999-ben érettségizett a tamperei gimnáziumban és a vendéglátóiparban helyezkedett el, de diáksegítőként is dolgozik.
Amatőrként színházban is szerepel, a finn Színházi Főiskolára is bejutott. Legjobb dalai például a Parempaa (2004), Ikävä jää (2004) és az En kuole kyyneliin (2006).

## Albumok
- 2005: Parempaa
- 2008: Lanteet kertovat sen
- 2010: Lähtekäämme metsään
- 2013: Lumenvalkeaa

## Honlapja
- www.johannad.fi

## Fordítás
- Ez a szócikk részben vagy egészben  a   Johanna Debreczeni című finn Wikipédia-szócikk ezen változatának fordításán alapul.  Az eredeti cikk szerkesztőit annak laptörténete sorolja fel. Ez a jelzés csupán a megfogalmazás eredetét és a szerzői jogokat jelzi, nem szolgál a cikkben szereplő információk forrásmegjelöléseként.